# Orzeł Biały (tygodnik)
Orzeł Biały (ang. White Eagle) – pismo 2 Korpusu, którego redaktorami byli m.in. Zdzisław Bau - pierwszy redaktor, Jerzy Giedroyc i Gustaw Herling-Grudziński.
Pierwszy numer pisma ukazał się 7 grudnia 1941 r. Pismo wydawane było przez Wojskowe Biuro Propagandy i Oświaty Polskich Sił Zbrojnych w ZSRR, początkowo w Buzułuku, a następnie w Jangi-Juł pod Taszkentem. Pierwszy numer zawierał m.in. artykuł Józefa Czapskiego, będący hołdem zaginionym w ZSRR polskim jeńcom wojennym. Podczas wydawania w ZSRR pismo nosiło podtytuł „Biełyj Oroł – Organ Polskoj Armii w S.S.S.R”. Później podtytułem było „Polska Walcząca na Wschodzie”.
Po wyjściu armii polskiej z ZSRR czasopismo było wydawane w miejscach jej stacjonowanie na Bliskim Wschodzie i we Włoszech. W tym okresie do „Orła Białego” pisywali m.in. J. Czapski, G. Herling-Grudziński, Jerzy Niezbrzycki, Henryk Panas, J. Użosolski, Kazimierz Wierzyński, Klemens Rudnicki, Jan Bielatowicz, Herminia Naglerowa, Jan Olechowski, Włodzimierz Sznarbachowski, Adolf Bocheński, Jan Lechoń. Pismo publikowały teksty o polskich ziemiach wschodnich pod okupacją radziecką, krajach bałtyckich, powstaniu warszawskim, bitwie o Monte Cassino. Szkice spod Monte Cassino publikował grafik Zygmunt Turkiewicz.
Z pismem związana była seria książek Biblioteka „Orła Białego”. W trakcie pobytu we Włoszech wydano w niej 61 pozycji. W serii ukazały się m.in.:
- Stanisław Brzozowski. Filozofia romantyzmu polskiego
- Józef Czapski. Wspomnienia starobielskie
- Juliusz Kaden-Bandrowski. W cieniu zapomnianej olszyny
- Giovanni Maver. Podróże pisarzy polskich do Włoch
- Herminia Naglerowa. Ludzie sponiewierani
- Nasze granice w Monte Cassino. Antologia walki
- Jan Olechowski (ps. Józef Żywina). Prostą, jak sosna wyrosnąć!...
- Wacław Solski. Opowieści o Szwejku
- Marek Święcicki. Czerwone diabły pod Arnhem
- Marek Święcicki. Za siedmioma rzekami była Bolonia. Ostatnia bitwa Drugiego Korpusu we Włoszech
- Melchior Wańkowicz. Dzieje rodziny Korzeniewskich
- Kazimierz Wierzyński. Wolność tragiczna
- Stefania Zahorska. Smocza 13
- Stefan Żeromski. Duma o hetmanie

Zarządzeniem dyrektora Głównego Urzędu Kontroli Prasy, Publikacji i Widowisk, Tadeusza Zabłudowskiego, z 8 listopada 1946 czasopismo zostało pozbawione debitu komunikacyjnego i zakazano jego rozpowszechniania w Polsce Ludowej.
Po zakończeniu wojny wydawanie pisma było kontynuowane w Londynie jako tygodnik do 22 grudnia 1960 roku. W latach 1964–2001 pismo wychodziło z podtytułem „Miesięcznik poświęcony zagadnieniom współczesnym”, jako datę założenia wciąż podając rok 1941.